# Lincoln City (Oregón)
Lincoln City es una ciudad ubicada en el condado de Lincoln en el estado estadounidense de Oregón. En el año 2000 tenía una población de 7,437 habitantes y una densidad poblacional de 539 personas por km².

## Geografía
Lincoln City se encuentra ubicada en las coordenadas 44°58′20″N 124°0′40″O / 44.97222, -124.01111.

## Demografía
Según la Oficina del Censo en 2000 los ingresos medios por hogar en la localidad eran de $24,959 y los ingresos medios por familia eran $31,783. Los hombres tenían unos ingresos medios de $26,667 frente a los $21,483 para las mujeres. La renta per cápita para la localidad era de $15,597. Alrededor del 16.1% de la población estaban por debajo del umbral de pobreza.